# Suchoi Su-15 (1948)
Die Suchoi Su-15 (russisch Сухой Су-15, auch: Projekt P, NATO-Codename „Type 18“) ist ein sowjetisches Allwetter-Jagdflugzeug aus der zweiten Hälfte der 1940er Jahre. Sie ist nicht zu verwechseln mit dem weitaus bekannteren Flugzeug aus dem OKB Suchoi, dem Abfangjagdflugzeug Su-15.

## Entwicklung
Das Projekt P wurde 1948 von Pawel Suchoi entwickelt. Es wurde in Mitteldeckerbauweise mit um 35° gepfeilten Flügeln konstruiert. Als Antriebe dienten zwei Klimow-RD-45-Triebwerke, die sich höhenversetzt hintereinander im Rumpf befanden. Das vordere Triebwerk befand sich unter dem Cockpit, mit einer Schuböffnung hinter der Tragflügelhinterkante, während das hintere, höher eingebaute Triebwerk sich im Rumpf befand. Die Schuböffnung wurde unter dem Leitwerk angeordnet.
Der Pfeilflügel besaß eine Pfeilung von 35°, zwei Holme und trug Integraltanks. Auf den Flügeln saßen jeweils zwei Grenzschichtzäune, die über die gesamte Flügeltiefe reichten. Sowohl die Querruder als auch die Fowlerklappen wurden hydraulisch betätigt. Der Tragflügel besaß einen Einstellwinkel von 0°. Der Lufteinlauf saß zentral am Bug und wurde durch einen Mittelsteg geteilt, wobei der rechte Einlauf das hintere Triebwerk versorgte. Sowohl der Raum für die Elektronik des Radargerätes RP-1D „Thorium“ als auch das Cockpit waren klimatisiert und druckbelüftet. Das Cockpit war aus der Mittellinie nach links verlegt, besaß eine elektrisch beheizbare Frontscheibe und eine elektrisch bewegbare Haube. Der Pilot verfügte über einen Schleudersitz. Am Heck konnten zwei Starthilferaketen montiert werden und dort waren auch zwei Luftbremsen angebracht. Das Leitwerk war ebenfalls gepfeilt (Höhenleitwerk: 40°) und in Kreuzform ausgebildet. Die Ruderflächen wurden ebenfalls hydraulisch unterstützt betätigt. Die Trimmung erfolgte hingegen elektrisch. Das Bugradfahrwerk war ebenfalls hydraulisch einziehbar. Das Bugrad wurde nach hinten eingezogen, das Hauptfahrwerk nach innen zum Rumpf.
Die Bewaffnung bestand aus zwei 37-mm-Kanonen vom Typ Nudelman N-37 mit je 55 Schuss. Der Prototyp flog erstmals am 10. November 1948 (andere Quellen: 11. Januar 1949) und wurde durch die Testpiloten S. G. Anochin und G. M. Schijanow erprobt. Bei einem Hochgeschwindigkeitsflug am 3. Juni 1949 in zwei Kilometern Höhe trat bei 870 km/h starkes Schütteln auf. Das Flugzeug verlor beständig an Höhe und schließlich drang Rauch in die Kabine. Anochin warf die durch das Schütteln bereits halb abgerissene Kabinenhaube ab und sprang, ohne den Schleudersitz zu benutzen, ab, beziehungsweise, wurde vom Luftstrom aus der Kanzel gezogen. Da das Muster daraufhin nicht in die Produktion übernommen wurde, vergab man die Typbezeichnung später noch einmal. Ein zweiter, als Langstreckenjäger konzipierter Prototyp wurde nicht mehr vollendet.

## Technische Daten
| Kenngröße             | Daten                                 |
| --------------------- | ------------------------------------- |
| Besatzung             | 1                                     |
| Spannweite            | 12,87 m                               |
| Länge                 | 15,44 m                               |
| Höhe                  | 5,66 m                                |
| Flügelfläche          | 36,00 m²                              |
| Flügelstreckung       | 4,6                                   |
| Leermasse             | 7.409 kg                              |
| Startmasse            | 10.437 kg                             |
| Antrieb               | zwei RD-45F mit je 21,6 kN Startschub |
| Tankkapazität         | 2.875 l                               |
| Höchstgeschwindigkeit | 1.032 km/h in 4.550 m Höhe            |
| Steigleistung         | 2.000 m/min                           |
| Gipfelhöhe            | etwa 14.000 m                         |
| Reichweite            | 1.200 km                              |
| Bewaffnung            | zwei 37-mm-MK N-37                    |